# Siim Tenno
Siim Tenno (Tartu, 4 agosto 1990) è un calciatore estone, centrocampista del Tartu Kalev.